# Up (álbum de Six Pack)
Up es el segundo álbum de estudio de la agrupación Chilena Six Pack
el cual fue lanzado oficialmente por la compañía discográfica Oveja Negra (a diferencia del disco anterior que fue lanzado por "Feria Music") su lanzamiento oficial fue el 5 de agosto de 2009, virtualmente y para su compra en internet (También por iTunes), por lo que el disco físico se lanzó en septiembre . Tras el éxito de su primer álbum homónimo SixPack en el 2007 y pese a las grabaciones de la tercera temporada de la miniserie juvenil chilena Karkú, se comenzó a grabar durante el segundo semestre de 2008.
El Álbum completo se filtró ilegalmente por internet tras el lanzamiento del sencillo Up los archivos mp3 se podían conseguir en 4Shared y en el famoso Ares.

## Promoción
El Primer sencillo "Huracanes" se lanzó en enero del 2009 tuvo en las mejores radios y su video en MTV donde alcanzó el lugar 7 de Los 10+ Pedidos y se promocionó en programas como "Pollo En Conserva" y "Calle 7".
El Segundo sencillo "Up", a diferencia del primero, fue transmitido en toda América Latina, Estados Unidos, Canadá, Europa y Australia  a través del canal de videos "Ritmoson Latino".